# Gedser
Gedser est un village Danois de la commune de Guldborgsund, dans la région de Sjælland, sur l'île de Falster. Il s'agit de la localité la plus méridionale du Danemark.
On y trouve une liaison par ferry pour la ville de Rostock.

## Images de Gedser

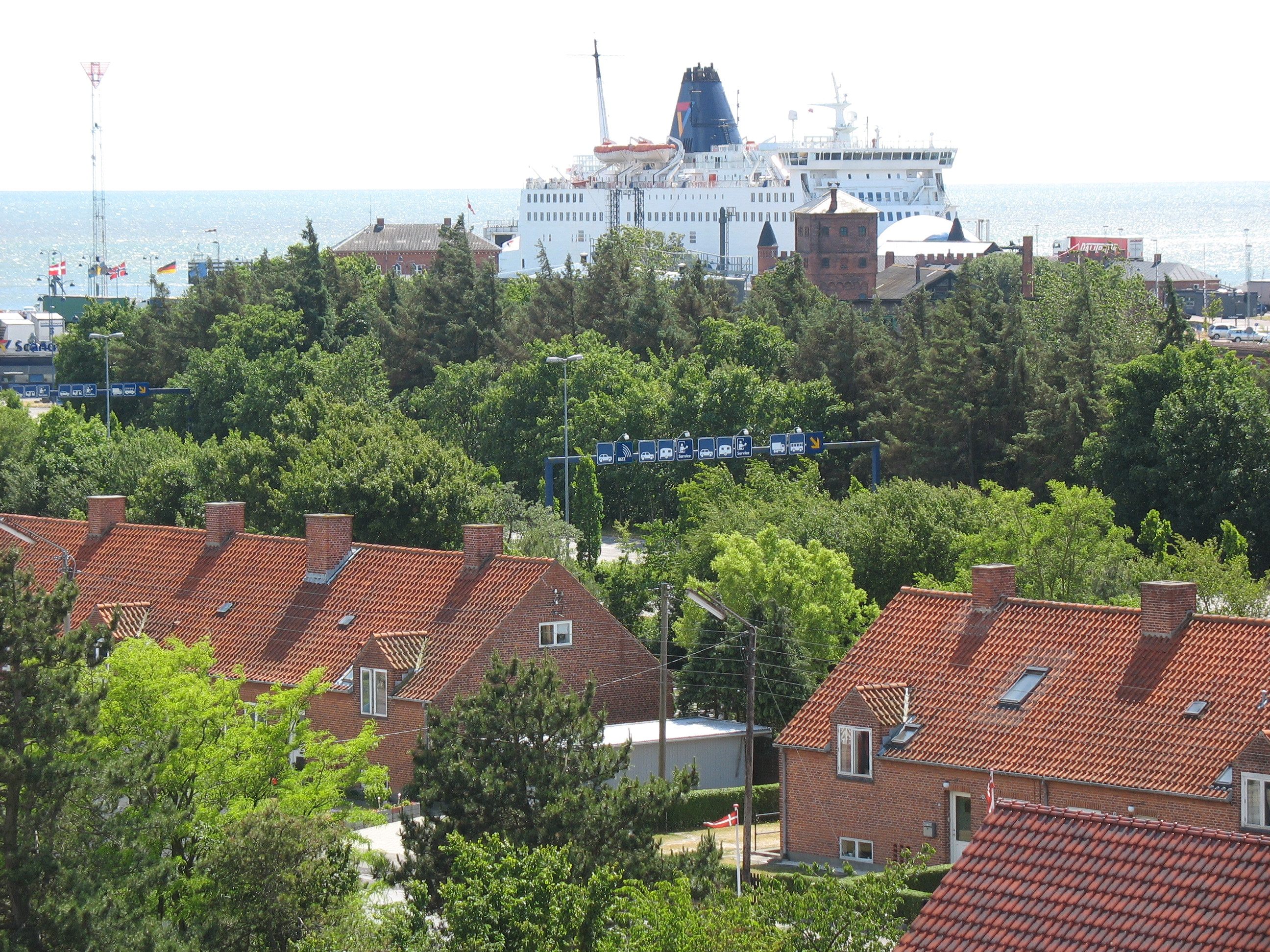
Panorama.
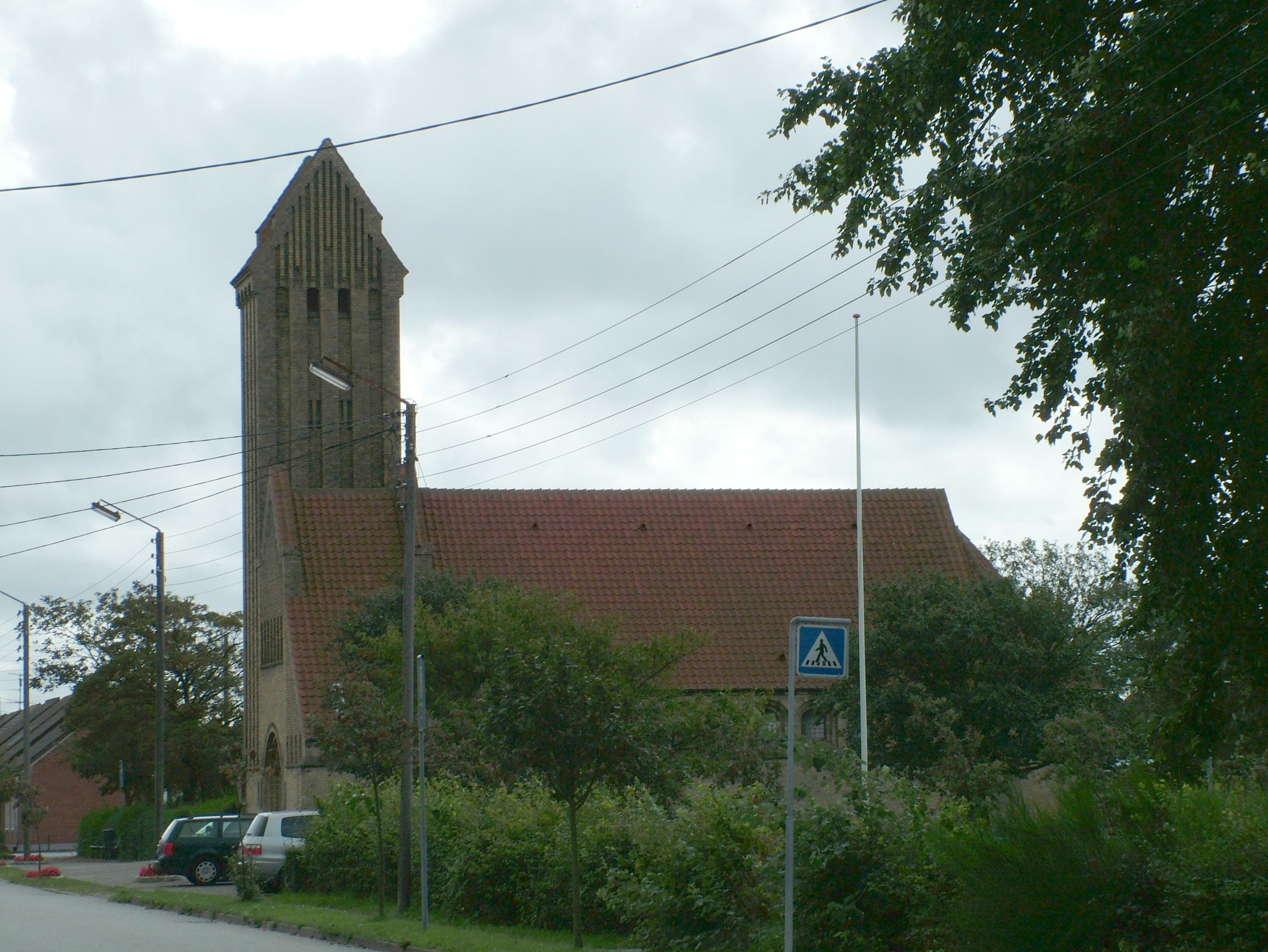
L'église.
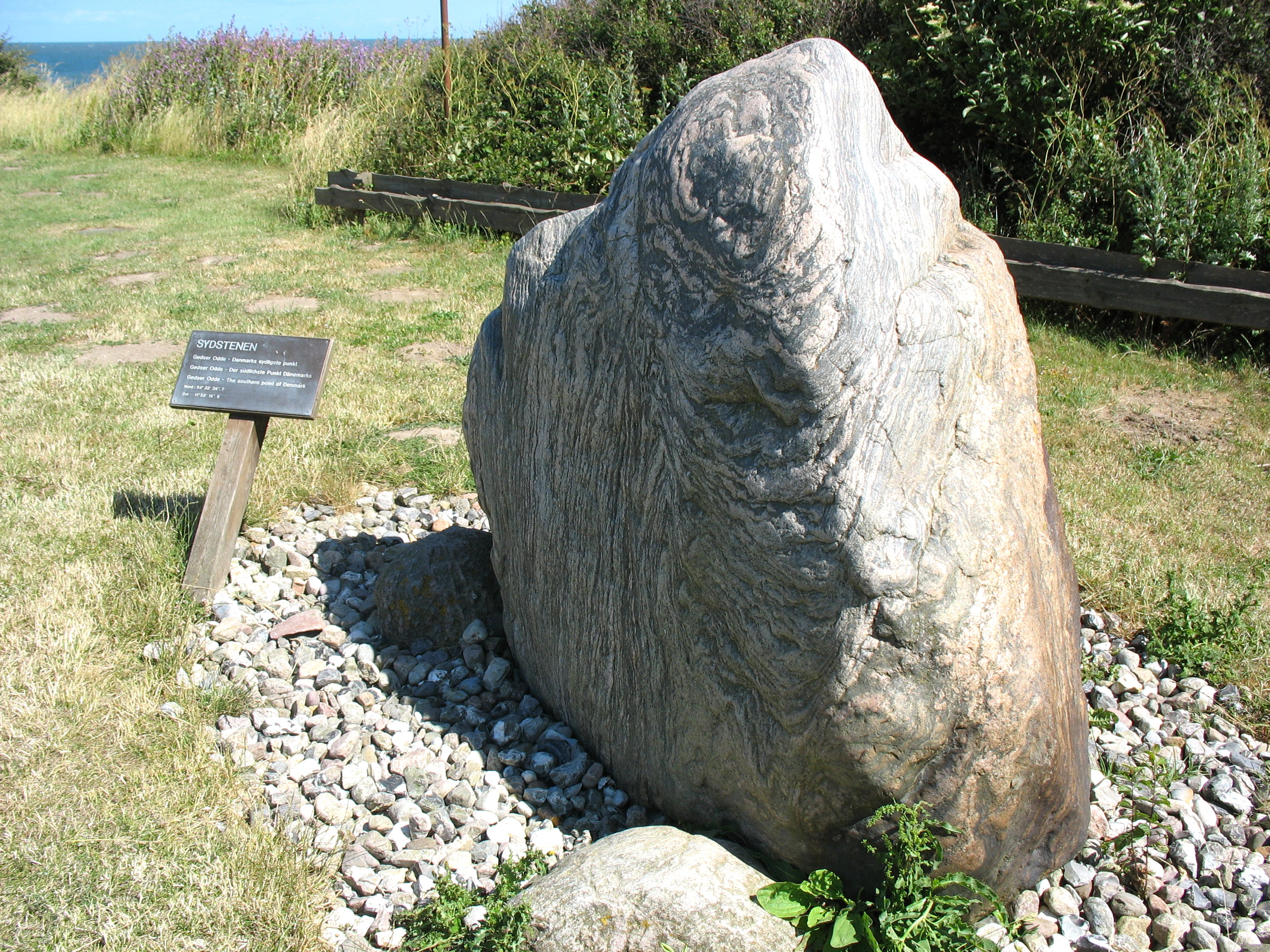
Gedser Odde, le point le plus méridional du Danemark.
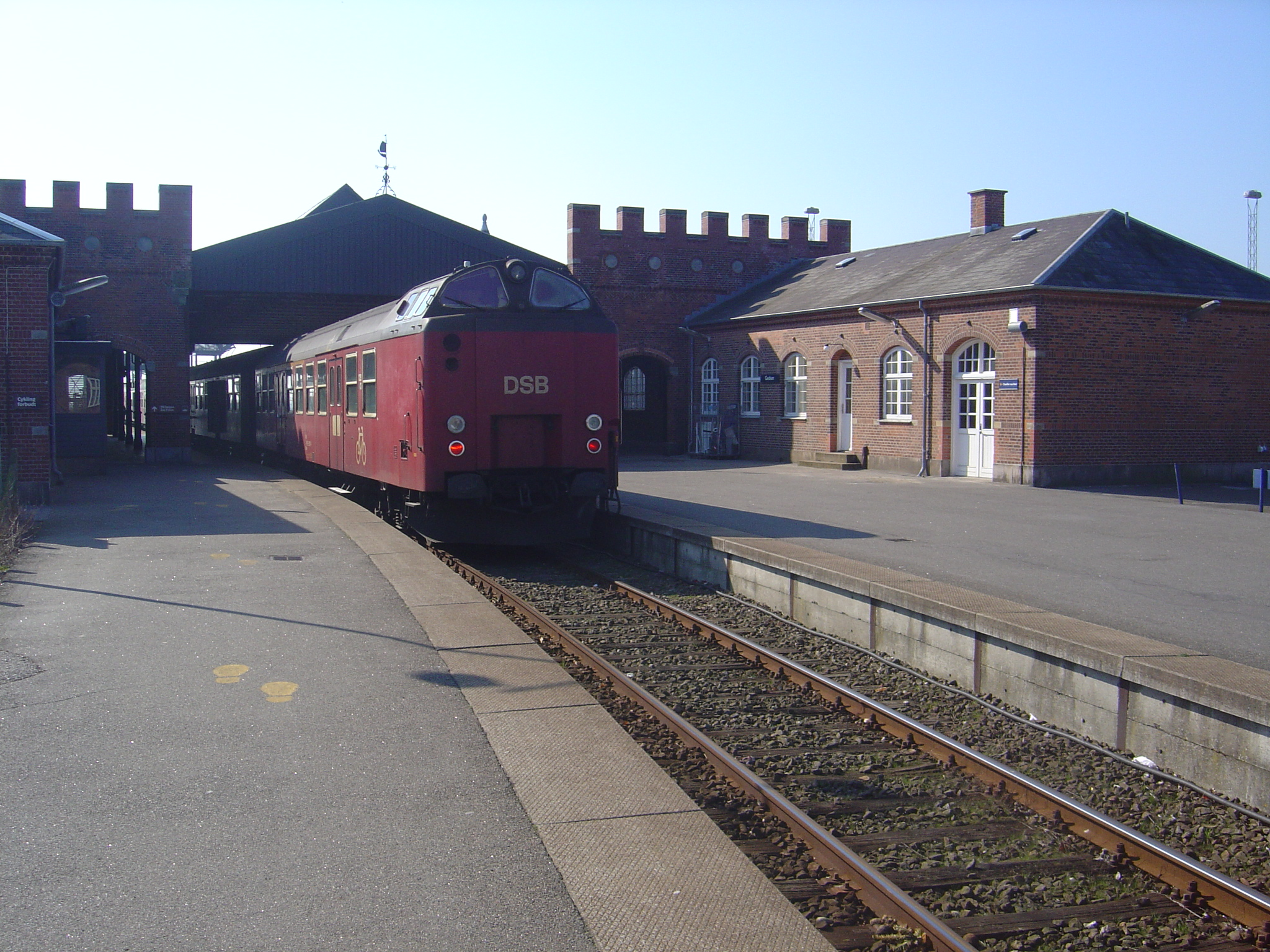
La gare.